# Feelings
Feelings es el décimo álbum de David Byrne, lanzado el 17 de junio de 1997.

## Lista de canciones
1. Fuzzy Freaky
2. Miss America
3. Soft Seduction
4. Dance on Vaseline
5. Gates of Paradise
6. Amnesia
7. You Don't Know Me
8. Daddy Go Down
9. Finite=Alright
10. Wicked Little Doll
11. Burnt by the Sun
12. Civil Wars
13. They Are in Love

- Datos: Q390333